# Женско друштво у Пироту
Женско друштво у Пироту је подружина Женског друштва Србије са седиштем у Пироту које је настало 1904. године а престало је са радом негде око Другог светског рата.

## Историјат
Женско друштво Србије са седиштем у Београду је послало Милеву Поповић у Пирот како би она отворила нову подружину.
У Пироту се 25 жена окупило 15. јуна 1904. године и на том збору се одлучило да оснују подружину. Драга Мијалковић је на том збору саопштила да све чланице морају да потпомажу Подружини и да своје размирице оставе по страни.
У нову управу су ушле: Лепосава Живковић, Драга Мијалковић, Марија Стојковић, Божидарка Недић, Љубица Божиловић, Софија Стаменовић, Лаура Маћеј, Стевана Станковић, Христина Стефановић, Милева Станојевић, Драга Петровић, Султана Вељковић, Јелена Миленковић, Лепосава Митровић, Јевдокија Куклић, Рајна Божиловић, Савка Стефановић, Наста Вулетић. Затим су изабране и председница: Савка Стефановић; потпредседница: Рајна Божиловић; благајница: Наста Вулетић; деловођа: Милева Станојевић. Као оснивачице подружнице се помињу и : Зорка Станковић, Белка Стаменовић, Сара Конфино, Деса Вучковић, Зорка Вучковић, Краса Ћирић, Мица Сретеновић, Рахела Бераха, Живка Балтић.
Крајем 1904. године је одлучено да Драга Мијалковић носи титулу почасне чланице подружине због њеног залагања.
Дана 10. фебруара 1910. године се одржао Главни скуп подружине где се одлучило о смени председнице те је изабрана Драга Јовин. Она је подружину водила и следеће године. Тада су свој рад углавном усмерила ка Раденичкој школи, оспособљавању ученица као и сакупљању средстава за несметан рад школе. 
Број чланица се стално мењао али у периоду од почетка рада до светског рата, број се кретао од око 40. Занимљиво је то да је било и мушких чланова подружине. То су били Исак Бехара, Светозар Лилић и Александар Мисирлић. Током 1906. је подружина имала 10 почасних чланова, једног добротвора, једног утемељивача, 40 редовних чланица и 7 помажућих чланова.
Главни скуп за 1908. годину је одржан 29. фебруара и тада је за председницу изабрана Стевана Станковић, за потпредседницу Персида Волић, за благајницу Љубица Поповић, за деловођу Даринка Милетић. Исте године, октобра, се отвара болнички курс у подружини због случаја могућег ратовања.

### После рата
Подружина је наставила свој рад тек 1919. године. Финансије је добијала од Министарства као и од Црвеног крста. Пазар Женског друштва је током 1920. године обновио рад. Такође је у првој половини 1922. године одлучено да се ћилимарска школа преда пиротској подружини на старање.
Пиротска подружина је током 1924. и 1925. године имала 180 чланица. Министарство је давало подружини 1000 динара месечно за исплату хонорара предметним наставницима српског језика, рачуна и историје док су стручне учитељице плаћане из сопствених средстава подружнице. Исте године су чланице успешно окончале преговоре са општином и добиле плац на коме је започета изградња зграде Женске занатске школе.
Најзначајнији догађај 1926. је свакако било отварање Дома женског друштва а тада је и обележено јубилеј 50 година рада. На отварање Дома је дошла и краљица Марија. Женско друштво је исте године добило орден Светог Саве 3. степена. Подружина је 1926. имала 175 редовних чланова и 41 добротвора.
1927. године је освећен Дом женског друштва и Женске занатске школе. Овај догађај је био саставни део прославе педесетогодишњице ослобођења града Пирота од Турака.
1928. године све занатске школе су прешле у управу обласних самоуправа те су женска друштва улагале жалбе да за управитеље постављају жене и да се отварају само женске занатске школе међутим Министарство није услишило жеље. Оваквим стављањем школа под управе општина, Женско друштво је изгубило главни приход а то јесу биле школарине.
Непосредно пре Другог светског рата, подружина Пирот пада у финансијску кризу, општина је била глува за њу па се рад угасио.

## Раденичка школа
На састанку где се оформила подружина, одлучено је и да се отвори Раденичка школа и да се професори и учитељи у граду замоле да бесплатно предају хришћанску науку, рачун, српски и немачки језик . Крајем јуна је за учитељицу Раденичке школе примљена Ангелина Поучкова. По налогу пиротске општине, примљено је у школи више ученика него што је предвиђено, морале су да запосле још једну помоћну учитељицу - Зорку Јовановић.
Како је школовање ученица углавном било бесплатно, требало је обезбедити материјал за рад - конац, тканине, игле, траке и машине. Такође је требало платити учитељице, помоћнице, послужитељке, кирију, осветљење и грејање.
Раденичка школа у Пироту је била по угледу на Раденичку школу у Београду. Предмети су били подељени на два одељења: рубља и хаљина.
Начини финансирања школе су били различити: Министарство народне привреде је финансирало школу а с друге стране, чланице подружине су организовале разне добротворне забаве и лутрије. Игранке су углавном традиционалне организоване 23. октобра на дан рођења покровитељице, принцезе Јелене Карађорђевић.
Године 1905. је решено да се промени локација Школе те су се преселиле у унајмљену кућу Тодора Стаменковића. 
1908. године је Школа доста трпела. Доста чланица се одселило те финансијски нису могле "да изгурају" школску годину. Све чланице су стога уплаћивале одређене износе, општина је донирала дрва за зиму, Министарство је такође давало новац, пиротска штедионица обезбеђивала материјале за шивење, Класна лутрија давала новац. Наредне године у Школи је отворен пети разред а укупно уписано 48 ученица од којих је само 9 плаћало школарину. У школи су радиле две учитељице: на рубљу је радила Зорка Рајковић а на хаљинама Косара Тричковић. Ученице трећег и четвртог разреда су добијале трећину од остварене зараде. `
Раденичка школа постаје Нижа занатска школа 1926. године. Следеће године је уписано у три разреда 120 ученица.